# Car-kolokol

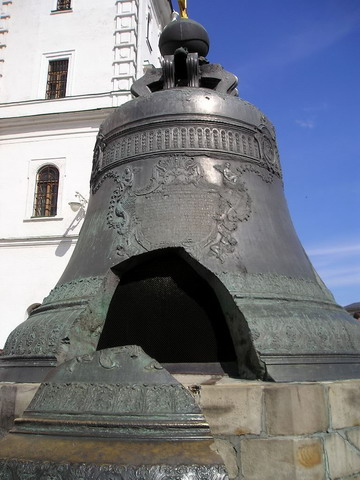
Car Kolokol

Car-kolokol (rusky Царь–колокол) je obrovský zvon vystavený v Moskevském kremlu. Váží 201,924 tuny a měří 6,14 m na výšku a 6,6 m v průměru. 

## Historie
Byl odlit v Kremlu po 1,5ročních přípravách z bronzu zvonaři Ivanem Motorinem (zemřel ještě před odlitím) a jeho synem Michailem 25. listopadu 1735 za 1 hodinu a 12 minut. Následovalo dlouhé chlazení a práce na jeho výzdobě zabrala dva roky. Ornamenty, portréty a nápisy zhotovili V. Kobelev, P. Galikin, P. Kochtev, P. Serebrjakov a P. Lukovinikov.
Po jeho dokončení v roce 1737 shořela dřevěná konstrukce podpírající zvon usazený v odlévací jámě. Při hašení došlo k příliš prudkému ochlazení zvonu a ten praskl. Odlomila se od něho část vážící 11,5 tuny. V jámě zvon zůstal až do roku 1836, kdy byl vedle obřího děla – cara-pušky vystaven na kamenném podstavci francouzského architekta Auguste de Montferranda. Zde je jedním z hlavních turistických lákadel Kremlu dodnes.
Zvonů nazývaných Car-kolokol bylo v ruské historii několik. Největší z nich byl odlit v roce 1656 a vážil 160 tun. Byl v Kremlu zavěšen v roce 1668, ale zřítil se během velkého požáru Kremlu 19. června 1701.